# Plessis-Luzarches
Plessis-Luzarches – miejscowość i gmina we Francji, w regionie Île-de-France, w departamencie Dolina Oise.
Według danych na rok 1990 gminę zamieszkiwało 137 osób, a gęstość zaludnienia wynosiła 152 osób/km² (wśród 1287 gmin regionu Île-de-France Plessis-Luzarches plasuje się na 1037. miejscu pod względem liczby ludności, natomiast pod względem powierzchni na miejscu 890.).